# Simon Fuller
Simon Fuller (* 17. Mai 1960 auf Zypern) ist ein britischer Musik- und Fernsehproduzent.

## Leben und Karriere
Er war Manager der Spice Girls, als sie ihre Erfolge feierten, sowie Marketingstratege des Honda-Formel-1-Teams. Bis Mai 2019 war er der Manager von Victoria und David Beckham.
Ende 1985 gründete er nach dem großen Erfolg von Paul Hardcastle mit seinem Hit „19“ die Unternehmen 19 Management Ltd. und 19 Entertainment Ltd. mit Sitz in London. Simon Fuller ist auch der Entdecker und Manager der Popband S Club 7 sowie deren Nachfolgeband S Club 8. Er hat das Fernsehformat für die weltweit in zahlreichen lokalen Varianten ausgestrahlte Castingshow Pop Idol erdacht und entwickelt; in Deutschland wurde sie unter dem Titel „Deutschland sucht den Superstar“ übernommen.
Am 17. März 2005 verkaufte Fuller die 19 Ltd. an den nordamerikanischen Milliardär Robert F. X. Sillerman, der unter anderem Besitzer der CKX ist und die gesamten Vermarktungsrechte an Elvis Presley besitzt, für 188 Millionen Dollar (140 Millionen Euro), um eine Beteiligung an der CKx Inc., die u. a. die Sendungen American Idol und Pop Idol produziert, zu erlangen. Er wurde Chief Executive Officer (CEO) of 19 Entertainment Limited bei CKx.
Von 2011 bis Sommer 2014 war er der Manager von Lewis Hamilton.
Fullers Einstellung zu seiner Arbeit mit Stars („Ich mache Stars. Das ist mein Geschäft.“) sowie insbesondere sein damit verbundenes Engagement der Markenbildung („Popstar, das sind nichts als Marken, die man bis zum letzten ausnehmen muss.“) wird von einigen Künstlern (u. a. Robbie Williams, Chris Martin) kritisch gesehen.
Im Juni 2011 wurde Fuller auf dem Hollywood Walk of Fame mit einem Stern in der Kategorie Fernsehen (6268 Hollywood Boulevard) ausgezeichnet.

## Privates
Fuller heiratete im Mai 2008 seine langjährige Partnerin Natalie Swanston, mit der er drei Kinder hat.
Er besitzt ein Immobilienportfolio mit Liegenschaften in Europa, Nordamerika und Südamerika. Im Jahr 2014 erhielt Fuller die Ehrendoktorwürde der University of Brighton in Anerkennung seines „Beitrags zu Wirtschaft, Unternehmertum und Philanthropie“.